# Millingen am Rhein
Millingen am Rhein (niederländisch Millingen aan de Rijn) ist eine ehemalige Gemeinde in der niederländischen Provinz Gelderland und gehört seit dem 1. Januar 2015 zu Berg en Dal. Die Gemeinde, eine der kleinsten der Niederlande, bestand nur aus dem Wohnort Millingen aan de Rijn und einem großen Naturschutzgebiet.
Millingen ist der einzige Ort in den Niederlanden, wo sich der aus Deutschland kommende Rhein noch nicht aufgeteilt hat und weiterhin den Namen Rijn trägt. Bereits zwei Kilometer nach der Grenze entstehen zu Beginn des Rhein-Maas-Deltas die Mündungsflüsse Waal und Lek. Letzterer heißt zunächst noch Nederrijn.

## Lage und Wirtschaft
Der Ort liegt im Düffel-Gebiet am Südufer des Rheins gegenüber Pannerden (Gemeinde Rijnwaarden). Millingen grenzt im Osten an Bimmen, einen Ortsteil von Kleve in Deutschland. In diese Stadt führt werktags auch eine Buslinie der NIAG. Westlicher Nachbarort ist Kekerdom. In der Gegend gibt es viele Fabriken zur Fertigung von Backstein, da der Boden dafür sehr geeignet ist.

## Geschichte
In der Nähe des Dorfes lag im 3. Jahrhundert eine römische Heerstraße. Die Hauptstraße von Millingen heißt immer noch Heerweg. Im 7. Jahrhundert entstand eine neue Siedlung, die später durch eine Überschwemmung zerstört wurde. Die Katastrophe wiederholte sich noch einige Male. In einer Urkunde des Jahres 721/22 wird zum ersten Mal eine Basilika erwähnt. Diese lag in der „Villa Millingi“, welche dem Grafen Ebroin in Hattuarien gehörte, und gilt damit als erste belegte adlige Eigenkirche im fränkischen Rheinland.
Im 18. Jahrhundert wurde hier der Pannerdensch Kanaal gegraben, ein künstlicher Rheinarm, wodurch seither der größere Teil des Rheinwassers in die Waal fließt, um Überschwemmungen in den westlichen Niederlanden zu vermindern.

## Sehenswürdigkeiten
Im Ortsgebiet liegt ein Teil des Naturentwicklungsgebietes De Gelderse Poort. Dies ist ein Feuchtgebiet, in dem in Zukunft auch Flussdünen und ein Auwald entstehen sollen. Im Dorf befindet sich ein Besucherzentrum zu diesem Thema.

## Gemeinderat
Bis zur Auflösung der Gemeinde ergab sich seit 1998 folgende Sitzverteilung:
| Partei                           | Sitze | Sitze | Sitze | Sitze |
| Partei                           | 1998  | 2002  | 2006  | 2010  |
| -------------------------------- | ----- | ----- | ----- | ----- |
| PvdA                             | 5     | 4     | 5     | 4     |
| Gemeente Jeugd- en Sportbelangen | 3     | 4     | 2     | 4     |
| CDA                              | 3     | 2     | 2     | 2     |
| VVD                              | —     | 1     | 2     | 1     |
| Gesamt                           | 11    | 11    | 11    | 11    |

## Persönlichkeiten
- Jacob van de Kerkhof (* 1995), Ruderer